# KFOR
KFOR (англ. Kosovo Force, в официальных документах ООН на русском языке именуются СДК — «Силы для Косово») — международные силы под руководством НАТО, отвечающие за обеспечение стабильности в Косове (сначала Автономный край Косово и Метохия Республики Сербия, а с 17 февраля 2008 — частично признанная Республика Косово).
Силы KFOR были созданы в соответствии с резолюцией Совета Безопасности ООН № 1244 и вошли в Косово 12 июня 1999 года.

## Возложенные обязанности
В резолюции 1244 определено:
обязанности международного присутствия по безопасности, которое должно быть развернуто и действовать в Косове, будут включать: 

a) предотвращение возобновления боевых действий, поддержание и, где это необходимо, обеспечение соблюдения прекращения огня, а также гарантирование вывода и предотвращение возвращения в Косове союзных и республиканских военных, полицейских и военизированных сил, за исключениями, предусмотренными в пункте 6 приложения 2;

b) демилитаризацию Освободительной армии Косова (ОАК) и других вооружённых групп косовских албанцев, как это предусмотрено в пункте 15 ниже;

c) создание условий безопасности, в которых беженцы и перемещённые лица смогут безопасно возвратиться в свои дома, международное гражданское присутствие сможет функционировать, переходная администрация может быть создана и гуманитарная помощь может доставляться;

d) обеспечение общественной безопасности и порядка до тех пор, пока ответственность за выполнение этой задачи не сможет взять на себя международное гражданское присутствие;

e) осуществление надзора за разминированием до тех пор, пока международное гражданское присутствие не сможет надлежащим образом взять на себя ответственность за выполнение этой задачи;

f) поддержку, при необходимости, международного гражданского присутствия и тесная координация с ним;

g) выполнение, по мере необходимости, обязанностей по осуществлению пограничного контроля;

h) обеспечение защиты и свободы передвижения своих сил, международного гражданского присутствия и персонала других международных организаций;

## Участие KFOR в урегулировании косовской ситуации
По состоянию на апрель 2007 года в составе сил находились 16 тыс. военнослужащих из 34 стран (24 — НАТО, 10 — не НАТО; максимальная численность KFOR достигала 50 тыс. военнослужащих).
Первоначально группировка KFOR состояла из четырёх многонациональных бригад, каждая из которых имела свой сектор ответственности. В 2005 году эти силы были преобразованы в пять оперативных группировок.
К сентябрю 2012 года численность группировки была снижена до 5 тыс. солдат и офицеров.
Миротворцы занимались разоружением Армии освобождения Косова. По состоянию на 20 сентября 1999 года косовские албанцы сдали около 10 тысяч единиц стрелкового оружия, 300 гранатомётов и 178 миномётов. Также конфисковано 27 тысяч ручных гранат, 1200 мин и более 1000 кг взрывчатых веществ.
Результаты деятельности KFOR за первый год пребывания в Косове:
- от мин и неразорвавшихся боеприпасов очищены свыше 16 000 домов, 1165 школ, почти 2000 км дорог;
- передано населению 18 000 плит, 4000 грузовиков древесины для отопления;
- оказана медицинская помощь более чем 43 000 косоваров;
- ремонтировались электростанции, дороги, мосты, железные дороги.

## Структура KFOR
Существуют следующие группировки:
- Многонациональная оперативная группировка «Север» (MNTF-N, под командованием Франции);
- Многонациональная боевая группа «Восток» (MNTF-E, под командованием США);
- Многонациональная оперативная группировка «Юг» (MNTF-S, под командованием Германии);
- Многонациональная оперативная группировка «Запад» (MNTF-W, под командованием Италии);
- Многонациональная оперативная группировка «Центр» (MNTF-C, под командованием Великобритании).

## Российский контингент в составе KFOR
Начало формированию российского контингента KFOR положил марш-бросок на Приштину. Российские миротворцы не получили отдельного сектора в Косове и находились под командованием США (оперативная группировка Falcon) вместе с контингентами из Украины, Польши, Греции и ОАЭ, а также во французском и немецком секторах. В сентябре 1999 года российские миротворцы оказались вовлечены в самый кровавый инцидент с начала деятельности KFOR, застрелив трёх сербов, которые открыли огонь по ним. Уже в 2003 году российский контингент (650 военнослужащих) был выведен из Косова, а его имущество было безвозмездно передано командованию миротворческих сил, взамен прибыли милицейские формирования из РФ.  Начальник Генерального штаба ВС РФ Анатолий Квашнин назвал основной причиной вывода российских войск из края отсутствие у России реальных интересов на Балканах и финансовые затруднения — Министерство обороны приняло решение сэкономить 28 миллионов долларов, которые ежегодно тратились на поддержание российского контингента. Президент России В.В. Путин комментируя вывод российских войск из Косова заявил, что «присутствие там нашего контингента, который ничего не решает и ни на что не может повлиять, бессмысленно».

## Командующие KFOR
1. Майк Джексон (, 12 июня 1999 — 8 октября 1999),
2. Клаус Райнхардт (, 8 октября 1999 — 18 апреля 2000),
3. Хуан Ортуньо Суч (, 18 апреля 2000 — 16 октября 2000),
4. Карло Кабиджозу (, 16 октября 2000 — 6 апреля 2001),
5. Торстейн Скиакер (, 6 апреля 2001 — 3 октября 2001),
6. Марсель Валентен (, 3 октября 2001 — 4 октября 2002),),
7. Фабио Мини (, 4 октября 2002 — 3 октября 2003),
8. Хольгер Каммерхофф (, 3 октября 2003 — 1 сентября 2004),
9. Ив де Кермабон (, 1 сентября 2004 — 1 сентября 2005),
10. Джузеппе Валотто (, 1 сентября 2005 — 1 сентября 2006),
11. Роланд Катер (, 1 сентября 2006 — 31 августа 2007),
12. Ксавье де Марнхас (, 31 августа 2007 — 29 августа 2008),
13. Джузеппе Эмилио Гей (, 29 августа 2008 — 8 сентября 2009),
14. Бентлер Маркус (, 8 сентября 2009 — 1 сентября 2010).
15. Эрхард Бюлер (, 1 сентября 2010 — 9 сентября 2011),
16. Эрхард Древс (, 9 сентября 2011 — 7 сентября 2012),
17. Фолькер Хальбауэр (, 7 сентября 2012 — 6 сентября 2013)[3],
18. Сальваторе Фарина (Salvatore Farina) (, 6 сентября 2013 – 3 сентября 2014),
19. Франческо Паоло Фильиоло (Francesco Paolo Figliuolo) (, 3 сентября 2014 – 7 августа 2015),
20. Гильельмо Луиджи Мильетта (Guglielmo Luigi Miglietta) (, 7 августа 2015 – 1 сентября 2016),
21. Джованни Фунго (Giovanni Fungo) (, 1 сентября 2016 – 15 ноября 2017),
22. Сальваторе Куочи (Salvatore Cuoci) (, 15 ноября 2017 – 28 ноября 2018),
23. Лоренцо Д'Аддарио (Lorenzo D'Addario) (, 28 ноября 2018 – 19 ноября 2019),
24. Микеле Риси (Michele Risi) (, 19 ноября 2019 – 13 ноября 2020 ),
25. Франко Федеричи (Franco Federici) (, 13 ноября 2020 – 15 октября 2021),
26. Ференц Кайяри (Ferenc Kajári) (, 15 октября 2021 – 14 октября 2022)
27. Анджело Микеле Ристуччия (Angelo Michele Ristuccia) (, 14 октября 2022 – 10 октября 2023)
28. Озкан Улутас (Özkan Ulutaş) (, 10 октября 2023 – 10 октября 2024)
29. Энрико Бардуани (Enrico Barduani) (, 11 октября 2024 – настоящее время)

## Потери
За первый год деятельности KFOR только в американском секторе в результате различных боевых инцидентов погиб 1 миротворец (россиянин) и 36 получили ранения, по небоевым причинам погибли 8 миротворцев.
- Великобритания — не менее 6 убитых и 7 раненых[14][15][16][17]
- Венгрия — 1 погибший[18], а также более 20 раненых и травмированных военнослужащих[19]
- Германия — 46 погибших по состоянию на май 2013 года[20]
- Италия — не менее 4 погибших[21][22][23] и не менее 11 раненых[24]
- Марокко — 1 погибший, 5 раненых[25]
- Польша — 4 погибших[26] и не менее 15 раненых[27]
- Россия — не менее 4 погибших, 2 раненых [28][29][30]; в целом 12 погибших[31]
- Румыния — по меньшей мере 1 погибший[32]
- Словакия — не менее 42 погибших, а также не менее 5 раненых и травмированных
- Словения — 1 погибшая[33]
- США — по меньшей мере 3 погибших военнослужащих[34][35] и не менее 2 сотрудников полиции[36]
- Украина — не менее 5 погибших и 4 раненых [37][38][39][40][41] (кроме того, были ранены не менее 15 сотрудников МВД Украины, служивших в составе международных полицейских сил ООН[42]).
- Швеция — по меньшей мере 1 погибший и 1 раненый[43]

## Галерея
- Немецкие солдаты KFOR патрулируют в Южном Косове в 1999 году
- Немецкие солдаты KFOR и боевая машина Marder в южном Косове в 1999 году
- Морские пехотинцы США обеспечивают безопасность сотрудников Королевской канадской конной полиции во время исследования захоронения в косовской деревне 1 июля 1999 года.